# Погребальная песнь
«Погребальная песнь», op. 5 — написана И. Ф. Стравинским в июне-июле 1908 года под впечатлением от известия о смерти его учителя — Н. А. Римского-Корсакова. Первое исполнение ― 17 (30) января 1909 произошло в Петербурге, под управлением Ф. Блуменфельда.
До 3 сентября 2015 года произведение считалось утерянным, но было найдено в архивах библиотеки Санкт-Петербургской консерватории. После того, как произведение было восстановлено, его исполнили в Мариинском театре Петербурга 2 декабря 2016 года, под управлением В.А. Гергиева.
«Погребальная песнь» принадлежит к раннему этапу творчества Стравинского, но вместе с тем она была написана в период, предшествующий резкому карьерному взлету композитора, когда для Дягилевских сезонов были созданы партитуры к балетам «Жар-птица», «Петрушка» и «Весна священная». «Погребальная песня» предназначена автором для большого симфонического оркестра тройного состава. Это 106 тактов музыки в медленном темпе (Largo assai) примерной продолжительностью 11 минут, основная тональность ля-минор. Пьеса насыщена романтической экспрессией, не свойственной зрелому Стравинскому. Вместе с тем, отдельные приемы гармонии и инструментовки уже предвосхищают богатое колористическое письмо «Жар-птицы». Новость о находке в Петербургской консерватории получила широкий резонанс в мировой прессе и вызвала огромный интерес музыкантов-профессионалов и культурной общественности. На основе сохранившегося комплекта из 58 оркестровых партий группой экспертов Санкт-Петербургской консерватории под руководством Брагинской осуществлена реконструкции партитуры «Погребальной песни».